# Xianwang
Król Xian z dynastii Zhou (chiń. 周顯王; pinyin Zhōu Xĭanwáng) – trzydziesty piąty władca tej dynastii i dwudziesty czwarty ze wschodniej linii dynastii Zhou. Panował w latach 369–321 p.n.e.

## Panowanie
Objął tron po swoim bracie, Liewangu.
Utrzymywał przyjazne stosunki z Qin i Chu. Pod koniec jego panowania regionalni władcy zaczęli jednak uzurpować sobie tytuł wanga nie respektując zwierzchnictwa Zhou.
Jego następcą został jego syn,  Shenjingwang.